# Dispositivo de expansión

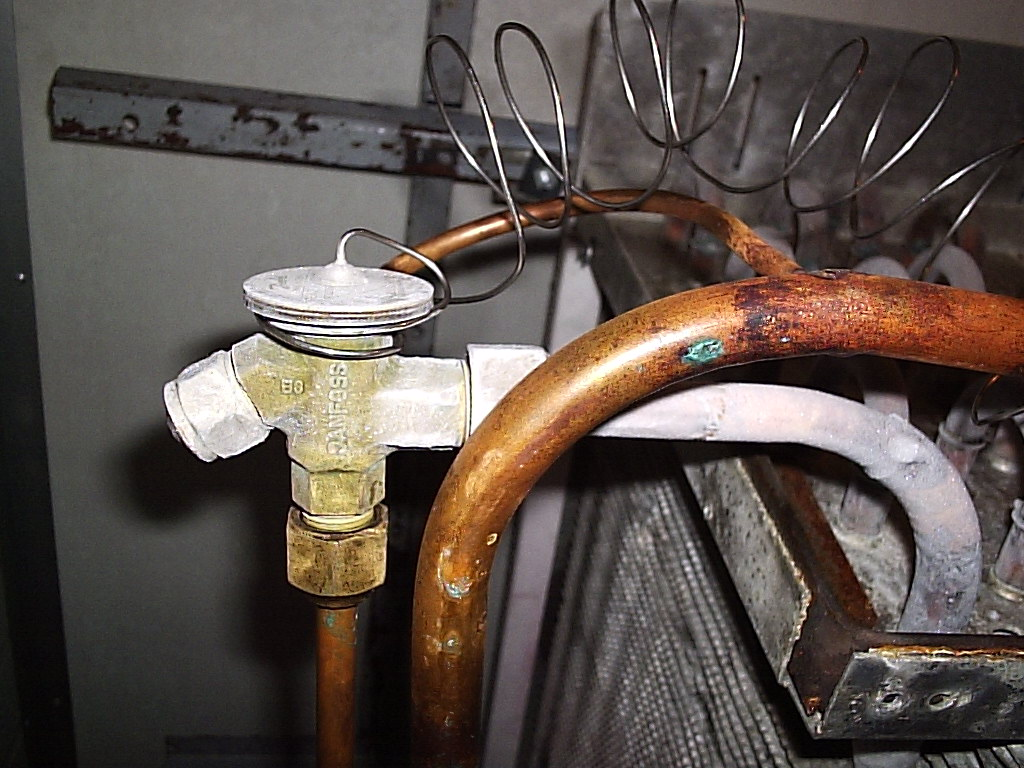
Válvula de expansión termostática

En la tecnología de la refrigeración, un dispositivo de expansión es un elemento que disminuye la presión de un fluido pasando de un estado de más alta presión y temperatura a uno de menor presión y temperatura. Al producirse la expansión del líquido en un ambiente de menor presión, se evapora parcialmente reduciéndose la temperatura al absorber calor latente de él mismo. A su salida se pretende tener un aerosol, pequeñas gotas de refrigerante en suspensión, que facilite la posterior evaporación.

## Tipos
Son ampliamente empleados en sistemas de refrigeración y aire acondicionado, siendo los más comunes:
- El tubo capilar: en los refrigeradores domésticos y pequeños sistemas climatizadores.
- La válvula de expansión; manual, termostática (VET), electromecánica y automática.
- El restrictor.

Este dispositivo además, y según su tipo, regula el caudal de refrigerante en circulación, adecuándolo a la carga térmica a la que se ve sometido el sistema frigorífico, así como a las temperaturas del medio de trabajo.

## Problemas
El fenómeno conocido como "flash-gas" altera su funcionamiento. Al dispositivo de expansión debe llegar únicamente líquido para que regule adecuadamente el caudal de refrigerante.
- Datos: Q8560445